# Neyret
Neyret ist eine autochthone Rebsorte in der italienischen Region Aostatal. Dort ist sie mit geringem Bestandteil in den Denominazione di origine controllata (kurz DOC)-Weinen Arnad-Montjovet, Donnaz, Enfer d’Arvier und Torrette enthalten. Sie erbringt schlanke und säurebetonte Rotweine.
Sie ist mit der Neretta im Piemont identisch. Dort wird sie zum Beispiel in den Rotweinen der DOC-Weine Canavese und Valsusa verwendet.

## Synonyme
Es sind weitere zehn Namen für die Rebsorte bekannt: Negret, Neiret, Neirette, Neret, Neret de Saint Vincent, Neret di Saint Vincent, Neret Gros, Neret Picciou, Neret Rare, Neret Serre.